# Ronin (album)
 For alternative betydninger, se Ronin (flertydig). (Se også artikler, som begynder med Ronin)
Ronin er et musikalbum af Petter udgivet i 2004.

## Sporliste
| #  | Sang Titel                         | Artist/er                         | Producent/er                            | Tid  |
| -- | ---------------------------------- | --------------------------------- | --------------------------------------- | ---- |
| 1  | "Kom Kom Kom"                      | Petter, Ken Ring & Kalifa         | Christian Falk                          | 4:14 |
| 2  | "Repa Skivan"                      | Petter & AFC                      | Soul Supreme                            | 3:33 |
| 3  | "Fredrik Snortare & Cecilia Synd"  | Petter                            | Prayon                                  | 3:57 |
| 4  | "Tredje Gången Gillt"              | Petter & Martin Bentancourt       | Cherno Jah För Corrupt City             | 3:57 |
| 5  | "Vad Som Går Runt Kommer Tillbaks" | Petter, Anna Maria & Club Killers | Desmond Foster                          | 4:53 |
| 6  | "Drömmen (Intro)"                  | Maria Forsström                   |                                         | 1:01 |
| 7  | "Drömmen"                          | Petter                            | Kiboy & Malii För Blao Entertainment AB | 3:38 |
| 8  | "Tidens Tempo"                     | Petter & Timbuktu                 | Collén & Webb                           | 3:32 |
| 9  | "Showdown"                         | Petter & Moneybrother             | Kiboy & Malii För Blao Entertainment AB | 3:52 |
| 10 | "Softa Ner"                        | Petter & Desmond Foster           | Cherno Jah För Corrupt City             | 3:56 |
| 11 | "Henry Hård"                       | Petter & Linn                     | Gringostarr                             | 4:11 |
| 12 | "Prolog"                           | Petter                            | Collén & Webb                           | 3:16 |
| 13 | "Mitt Sound"                       | Petter                            | Kiboy & Malii För Blao Entertainment AB | 3:49 |
| 14 | "Alfons"                           | Petter & Linn                     | Collén & Webb                           | 6:02 |

## Hitliste
| Hitliste (2010)   | Højeste placering |
| ----------------- | ----------------- |
| Norge (VG-listen) | 37                |
| Sverige           | 5                 |